# Soribada Best K-Music Award
Soribada Best K-Music Award（ソリバダベストケイミュージックアワード、朝: 소리바다 베스트 케이뮤직 어워즈、略: SOBA）は、韓国の音楽授賞式。音楽配信サイトSoribada主催、TVデイリー、スポーツトゥディ、Chicニュース、アジア経済、YJパートナーズによる共同主管で開催され、授賞式の放送はSBSによるテレビ中継、セレブTVによるオンライン中継が行われる。インターネット投票、音源ストーリーミングとダウンロード、運営委員団、専門委員団の各点数をもとに受賞者が選定される。

## 沿革
- 2017年9月20日 - 第1回実施
- 2019年8月22日・23日 - 第3回より、これまでの最高賞であった大賞・音源大賞という枠組みに代わり、今年のアーティスト賞・今年のミュージック賞・今年のステージ賞・今年のライブ賞が大賞相当の賞となった[4]

## 日程
- 第1回 - 2017年9月20日／蚕室総合運動場内蚕室学生体育館（MC：チョン・ヒョンム、オ・ジョンヨン）[5]
- 第2回 - 2018年8月30日／オリンピック公園体操競技場（MC：ソン・ダムビ、ハン・ソクジュン）[6]
- 第3回 - 2019年8月22・23日／オリンピック公園体操競技場（MC：チョン・ヒョンム、ソ・イヒョン／ユン・ドヒョン、チン・ギジュ、チョン・イナ）[7]
- 第4回 - 2020年8月13日／オンライン生中継(TikTok、LG U+アイドルLive)（MC：チョン・ヒョンム、チン・セヨン）

## 受賞者
受賞内容は公式サイトに基づく。

### 大賞
- 第1回 - EXO
- 第2回 - 防弾少年団
- 第3回 - 防弾少年団（今年のアーティスト賞）、TWICE（今年のミュージック賞）、Red Velvet（今年のステージ賞）、MAMAMOO（今年のライブ賞）
- 第4回 - 防弾少年団

### 音源大賞
- 第1回 - TWICE
- 第2回 - TWICE

### 本賞
第1回
- GFRIEND
- B.A.P
- MAMAMOO
- T-ARA
- BTOB
- TWICE
- ファン・チヨル
- MONSTA X
- Red Velvet
- VIXX
- EXO

第2回
- MAMAMOO
- NCT 127
- 赤頬思春期
- TWICE
- NU'EST W
- MOMOLAND
- MONSTA X
- AOA
- Wanna One
- 防弾少年団
- Red Velvet

第3回
- 防弾少年団
- Red Velvet
- NCT 127
- MOMOLAND
- MAMAMOO
- MONSTA X
- TWICE
- AB6IX
- チョンハ
- パク・ジフン
- ハ・ソンウン
- キム・ジェファン

第4回
- イム・ヨンウン
- NCT DREAM
- MOMOLAND
- OH MY GIRL
- GFRIEND
- 防弾少年団
- MAMAMOO
- VICTON
- AB6IX
- ASTRO
- Red Velvet
- TWICE
- カン・ダニエル

### 特別賞
第1回
- 新韓流ミュージックスター賞
  - SONAMOO
  - クナクン
- 新韓流OST賞 - Ailee
- 新韓流新人賞
  - Wanna One
  - PENTAGON
- 新韓流人気賞 - EXO
- 新韓流アイコン賞 - Red Velvet
- 新韓流トロットスター賞
  - テ・ジナ
  - ホン・ジニョン
- 新韓流グローバル功労賞 - Eru
- 新韓流フォトジェニック賞 - DIA
- 新韓流ライジングホットスター賞
  - Wanna One
  - 宇宙少女
- 新韓流ボイス賞 - ハン・ドングン
- 新韓流パフォーマンス賞
  - NCT 127
  - gugudan
- 新韓流アーティスト賞 - 防弾少年団
- 新韓流プロデューサー賞 - イギヨンベ
- 新韓流ミュージックビデオ作品賞 - ZANYBROS

第2回
- 新韓流ミュージックスター賞
  - キム・チョンハ
  - UNB
- 新韓流新人賞（アイドル部門）
  - THE BOYZ
  - Stray Kids
  - NATURE
- 新韓流新人賞（バンド部門） - IZ
- 新韓流人気賞
  - MAMAMOO
  - Wanna One
- 新韓流アイコン賞 - NU'EST W
- 新韓流トロットスター賞
  - テ・ジナ
  - ホン・ジニョン
- 新韓流トロット新人賞
  - KangNam
  - ソル・ハユン
- 新韓流ライジングホットスター賞
  - アン・ヒョンソ&イ・ウィウン
  - YDPP
- 新韓流ボイス賞
  - フィソン
  - ギルグボング
- 新韓流パフォーマンス賞
  - Samuel
  - DIA
- 新韓流アーティスト賞
  - Red Velvet
  - MONSTA X
- 新韓流海外エンターテイナー賞 - 7SENSES
- 新韓流ヒップホップアーティスト賞 - Crush
- 新韓流ボイス賞
  - フィソン
  - ギルグボング
- 新韓流クイーン・オブ・トレンド賞 - ソ・イニョン
- 新韓流プロデューサー賞 - キム・ドフン（作曲家）
- 新韓流ミュージックビデオ監督賞 - ホン・ウォンギ
- 新韓流ネットユーザー人気賞 - EXO
- 新韓流ワールドソーシャルアーティスト賞 - 防弾少年団

第3回
- ミュージックスター賞
  - NATURE
  - CLC
- パフォーマンス賞
  - LOONA
  - ATEEZ
- 新韓流アーティスト賞 - LOVELYZ
- 新韓流スター賞 - 宇宙少女
- 人気賞
  - 防弾少年団
  - TWICE
- 新韓流アイコン賞
  - OH MY GIRL
  - パク・ジフン
- トロット賞
  - ジンソン
  - ホン・ジニョン
  - テ・ジナ
- アートテイナー賞
  - ナム・ウヒョン
  - Weki Meki
- 新人賞
  - TXT
  - ITZY
- トロット新人賞
  - キム・スチャン
  - チョン・ミエ
  - ソン・ガイン
  - ホンジャ
- SORIBADAニューウェーブ賞
  - MONSTA X
  - (G)I-DLE
- ライジング・ホットスター賞
  - Stray Kids
  - N.Flying
  - THE BOYZ
- ボイス賞
  - イ・チャンミン
  - チョン・セウン
- ベストヒップホップメーカー賞
  - ドレス
  - GroovyRoom
- ソーシャルボイス賞 - MADTOWN イウ
- R&Bアーティスト賞
  - パク・ボム
  - ヤン・ダイル
- ロックバンド賞 - YB
- NEXTアーティスト賞
  - Newkidd
  - A.C.E
  - ONEUS
- ソーシャル・アーティスト賞
  - ファサ（MAMAMOO）
  - NCT 127
- グローバルホットトレンド賞 - ASTRO
- プロデューサー賞 - Rhyhmer
- グローバルエンターテイナー賞
  - 09
  - SNH48

第4回
- 今年のアーティスト賞 - TWICE
- 今年のミュージック賞 - Red Velvet
- 今年のステージ賞 - カン・ダニエル
- 新韓流チンファン賞 - カン・ダニエル
- 新韓流パフォーマンス賞
  - (G)I-DLE
  - THE BOYZ
- 新韓流グローバルアーティスト賞 - ASTRO
- 新韓流最愛ドル人気賞
  - TWICE
  - BTS
- 新韓流ボイス賞
  - キム・ジェファン
  - キム・ウソク
  - ハ・ソンウン
- 新韓流アーティスト賞
  - TXT
  - ITZY
- 新韓流グローバルホットトレンド賞
  - Stray Kids
  - IZ*ONE
- 新韓流トロットホットスター賞
  - キム・スチャン
  - 2番目のおばさんキム・ダビ
- 新韓流OST賞 - Gaho
- 新韓流ミュージックアイコン賞
  - ONEUS
  - 宇宙少女
- 新韓流作曲家賞 - 知ってみると昏睡状態（キム・ギョンボム）
- 新韓流プロデューサー賞 - キム・ドフン
- 新韓流ミュージックホットスター賞
  - 公園少女
  - LOONA
  - NATURE
- 新韓流NEXTアーティスト賞
  - DKB
  - ALEXA
- 新韓流SORIBADA新人賞
  - CRAVITY
  - TOO
  - MCND